# Svend Gunnar Høyrup
Svend Gunnar Høyrup (født 30. august 1897 i Hellerup, død 1. oktober 1977) var en dansk arkitekt.
Svend Gunnar Høyrup, der var søn af en forsikringsdirektør, gik efter studentereksamen i 1919 på Odense Tekniske Skole og blev i 1921 optaget på Det Kongelige Danske Kunstakademi. Han blev undervist af Edvard Thomsen og var under studierne ansat som assistent hos Axel Preisler. Efter endt uddannelse fra akademiet i 1928 var han en overgang ansat hos N.P.P. Gundstrup.
Efter nogle udlandsrejser var han med til at opføre flere haveboligkvarterer, eksempelsvis Dansk Folkeforsikringsanstalts Haveboliger i Kastrup (1933) og Amager Haveby (1935, sammen med Albinus Risom). Han tegnede sammen med Viggo S. Jørgensen Torvegården på Christianshavn for Monberg & Thorsen (1940-41) og stod selv for ombygningen af Nyhavn 67.
Svend Gunnar Høyrup er stedt til hvile på Gentofte Kirkegård sammen med sin hustru, Else.